# José António da Mata e Silva
José António da Mata e Silva (Castelo Branco, 23 de Junho de 1800 – Évora, 5 de Setembro de 1869) foi um prelado português.

## Biografia
Natural da cidade de Castelo Branco, filho de Agostinho António da Mata e Silva (Tomar, Santa Maria dos Olivais, 28 de Agosto de 1771 - Castelo Branco, 29 de Março de 1845) e de sua mulher Quitéria Maria Augusta Nunes Fevereiro (Castelo Branco - ?).
Bacharel formado em Cânones, pela Universidade de Coimbra, no dia 25 de Junho de 1821. Cônego, Tesoureiro e Deão do Cabido da Sé de Évora por provisão de 13 de Janeiro de 1825. Em 1 de Fevereiro do ano seguinte foi nomeado Tesoureiro-Mor da Sé de Évora. A 5 de Janeiro de 1846 foi nomeado Vigário Apostólico do Bispado da Guarda. Em 29 de Março de 1848, é de novo colocado na Sé de Évora, como Deão. Em 1858, foi eleito deputado às Cortes, por Castelo Branco.

## Bispo de Beja e Arcebispo de Évora
Foi apresentado como bispo de Beja a 1 de Fevereiro de 1859 e confirmado pela Bula de 20 de Junho do mesmo ano. Tomou posse pelo seu procurador, o Pe. João Baptista da Silva, em 21 de Agosto do já mencionado ano. Foi sagrado Bispo em Lisboa no ano de 1859, não chegando a entrar na diocese. A 5 de Novembro de 1859, ascende a Par do Reino.
Foi elevado à dignidade de 20.º Arcebispo da Arquidiocese de Évora, por Decreto de 19 de Abril de 1860 e confirmado no Consistório de 13 de Julho de 1870.  
Mandou executar e instalar a expensas suas as grades de ferro para a Porta do Sol, na Sé de Évora, encimando-as o seu brasão em ferro fundido dourado.  
Morreu no dia 5 de Setembro de 1869 e, depois de embalsamado, foi sepultado no cemitério dos Remédios, no dia 8, após ter sido conduzido entre alas de soldados. 

## Família
Pertencente a uma família miguelista, era filho de Agostinho António da Mata e Silva e de sua mulher, D. Quitéria Maria Augusta Nunes Fevereiro. Teve 10 irmãos, entre os quais: João António da Matta e Silva que veio a casar com D. Joana Luísa de Brito (c.g.) e do Comendador Augusto António da Matta e Silva, casado com D. Maria Francisca Meirelles de Távora do Canto e Castro da Matta e Silva.   

## Brasão de Armas
Escudo eclesiástico, partido de Matta e Silva, encimado por um coronel de Conde, sobrepujado por um chapéu episcopal. 